# Gijsbert Rudolphi van Nideck
Gijsbert Rudolphi van Nideck (1656?-1669?), was pensionaris van Rotterdam en advocaat bij de West-Indische Compagnie en raadsheer in de Hoge Raad.
Er is een straat naar hem vernoemd in Rotterdam: Van Nideckstraat, in de wijk Blijdorp.